# Max Küster

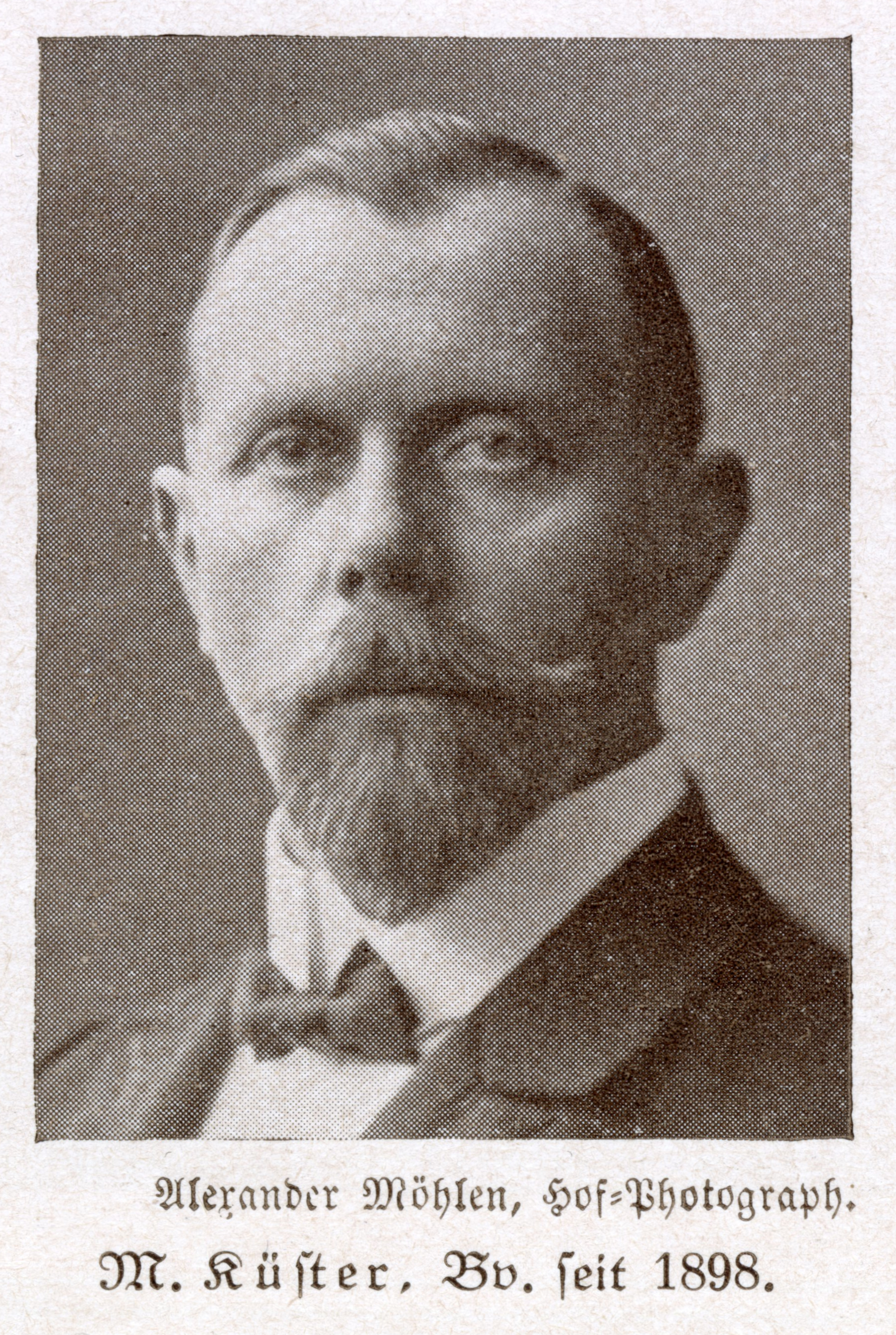
Bürgervorsteher Max Küster um 1913;
Porträt von Hoffotograf Alexander Möhlen

Max Küster (geboren 6. September 1862 in Hannover; gestorben 14. September 1941 ebenda) war ein deutscher Maurer, Zimmermann, Architekt und Bauunternehmer.

## Biografie

### Jugend
Küster besuchte die Baugewerkschule Holzminden und studierte ab 1880 an der Technischen Hochschule Hannover bei Conrad Wilhelm Hase. Noch im selben Jahr wurde er Gründungsmitglied der Bauhütte zum weißen Blatt.
Schon im Jahr darauf war er 1881 in Hamburg im Architekturbüro Hallier & Fitschen (Eduard Hallier und Hinrich Fittschen) tätig.
1883 bis 1885 unterrichtete Küster als Lehrer an der Baugewerkschule in Buxtehude, anschließend arbeitete er ab 1885 als Architekt bei der Magdeburger Bau- und Creditbank in Magdeburg. 1887 ging Küster zurück in seine Geburtsstadt und wurde dort Mitarbeiter im Baugeschäft von Hermann Kaiser.

### Max Küster Bauunternehmen
1888 gründete Küster sein Baugeschäft für Hoch-, Tief- und Wasserbau und war dann einige Jahre für sein eigenes Unternehmen weiterhin auch als Architekt tätig. Zehn Jahre nach der Firmengründung kamen 1898 auch die Sparten Eisenbahnbau und Zimmerei hinzu.
Inzwischen war Küster 1893 Mitgründer des Hannoverschen Haus- und Grundbesitzervereins geworden, dessen Vorsitz er von 1900 bis 1919 innehatte, um anschließend zum Ehrenmitglied gewählt zu werden. 1894 wurde er Mitbegründer und ebenfalls bis 1919 zugleich Vorsitzender des Haftpflichtvereins für Hausbesitzer.
Zunächst weniger von baulichen Interessen bestimmt war Max Küsters Mitbegründung der Bürgerschützengesellschaft des Celler-Straßen-Distrikts sowie der Schützengilde 1897. Im selben Jahr wurde Küster allerdings in das Bürgervorsteher-Kollegium gewählt und blieb dort Mitglied bis 1924.
Küster war außerdem 1899 Mitbegründer des Deutschen Arbeitgeberbundes für des Baugewerbe, 1903 Mitbegründer der Mittelstandsvereinigung in Hannover sowie
1904 Mitbegründer der Mittelstandsvereinigung für das Deutsche Reich in Berlin, deren Vorsitz er bis 1914 innehatte.
Bis etwa 1900 entwarf Küster insbesondere Wohnhäuser und Mehrfamilienwohnhäuser im Stil der Neogotik, die er dann mit seinem Bauunternehmen auch selbst ausführte. Nach 1900 entwarf und baute er auch in anderen Baustilen.

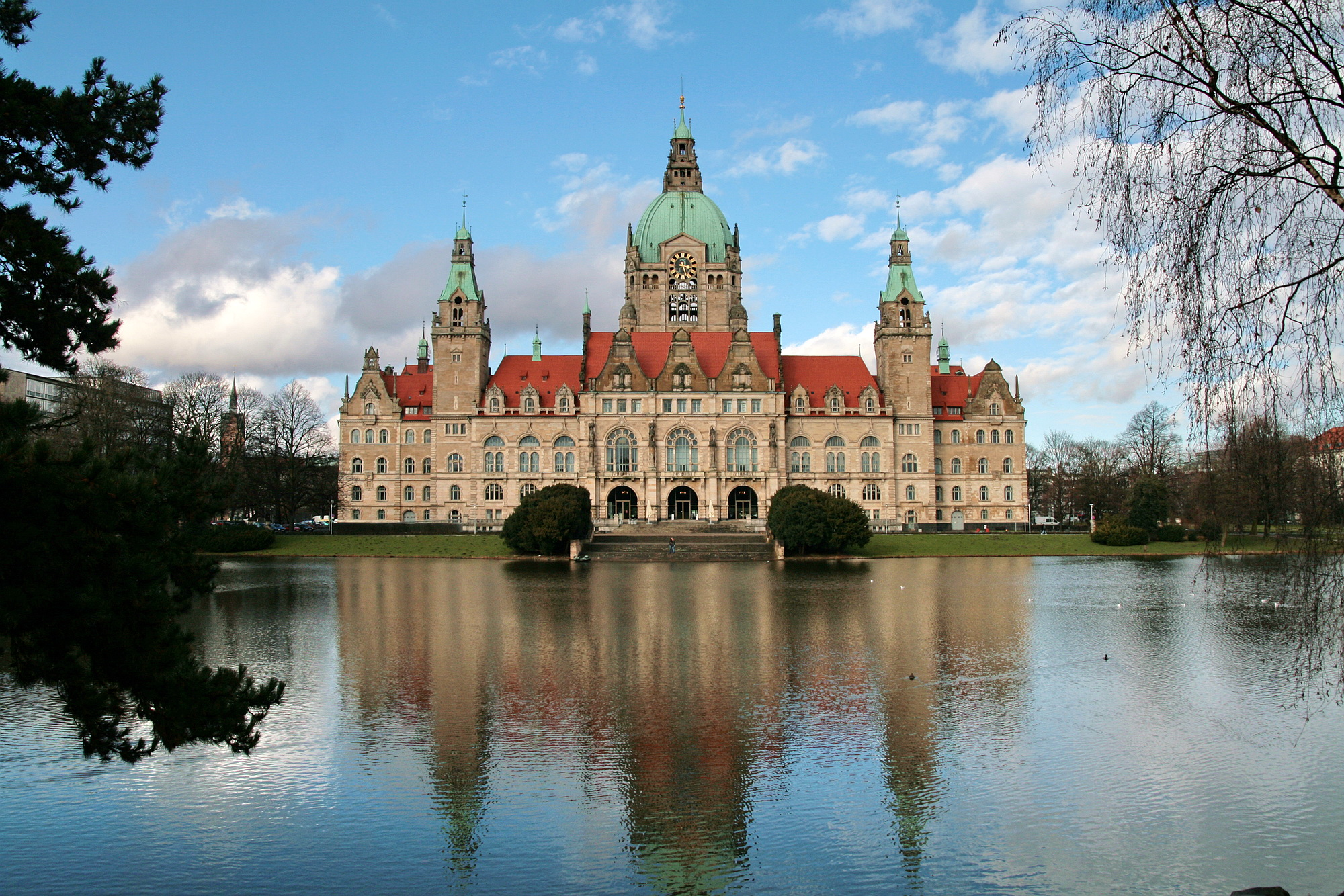
Neues Rathaus in Hannover; Entwurf: Hermann Eggert, Bauausführung (~1901–1913): Max Küster mit Heinrich Heeren (ohne Bauplastik)

Als 1901 mit dem Bau des Neuen Rathauses in Hannover nach Plänen von Hermann Eggert begonnen wurde, erhielt die Max Küster Baugesellschaft gemeinsam mit dem Bauunternehmer Heinrich Heeren den Zuschlag. Doch bei der Auftragsvergabe „soll es [...] zu Unregelmäßigkeiten gekommen sein“: Max Küster war schon 1897 in das Bürgervorsteher-Kollegium gewählt worden und hatte diesem Gremium auch angehört, als es über die Auftragsvergabe zu entscheiden hatte – gewisse Informations-Vorteile hatten sich offensichtlich gegenüber anderen Mitbewerbern ausgezahlt.
1910 betrieb die Max Küster Baugesellschaft Zweigstellen in Essen, Bochum und Duisburg und beschäftigte rund 3.100 Mitarbeiter.
1927 warb das Unternehmen als „Max Küster, Baugeschäft, Hannover - Hoch-, Tief-, Eisenbeton-, Wasser-, Eisenbahnbau, Zimmerei“. In den ersten fünfzig Jahren ihres Bestehens führte die Firma rund 2.500 öffentliche und private Bauaufträge aus in und um Hannover aus, darunter teils repräsentative Bauten in Hannover wie die Ratsapotheke, das Nordstadtkrankenhaus, die Ulanenkaserne in der Schackstraße und zahlreiche Hotels, Schulen, Industriebauten wie etwa für die Apparatenhrsteller Gebr. Körting, sowie Eisenbahn-, Militär- und Wasserbauten, darunter zwei Talsperren in Westfalen. Ein großer Teil der Gebäude hat die Luftangriffe auf Hannover und andere Städte den Zweiten Weltkrieg nicht überstanden.
Ein Ausspruch besagte: „Max Küster baut für die ganze Welt, Alfred Sasse für die halbe.“

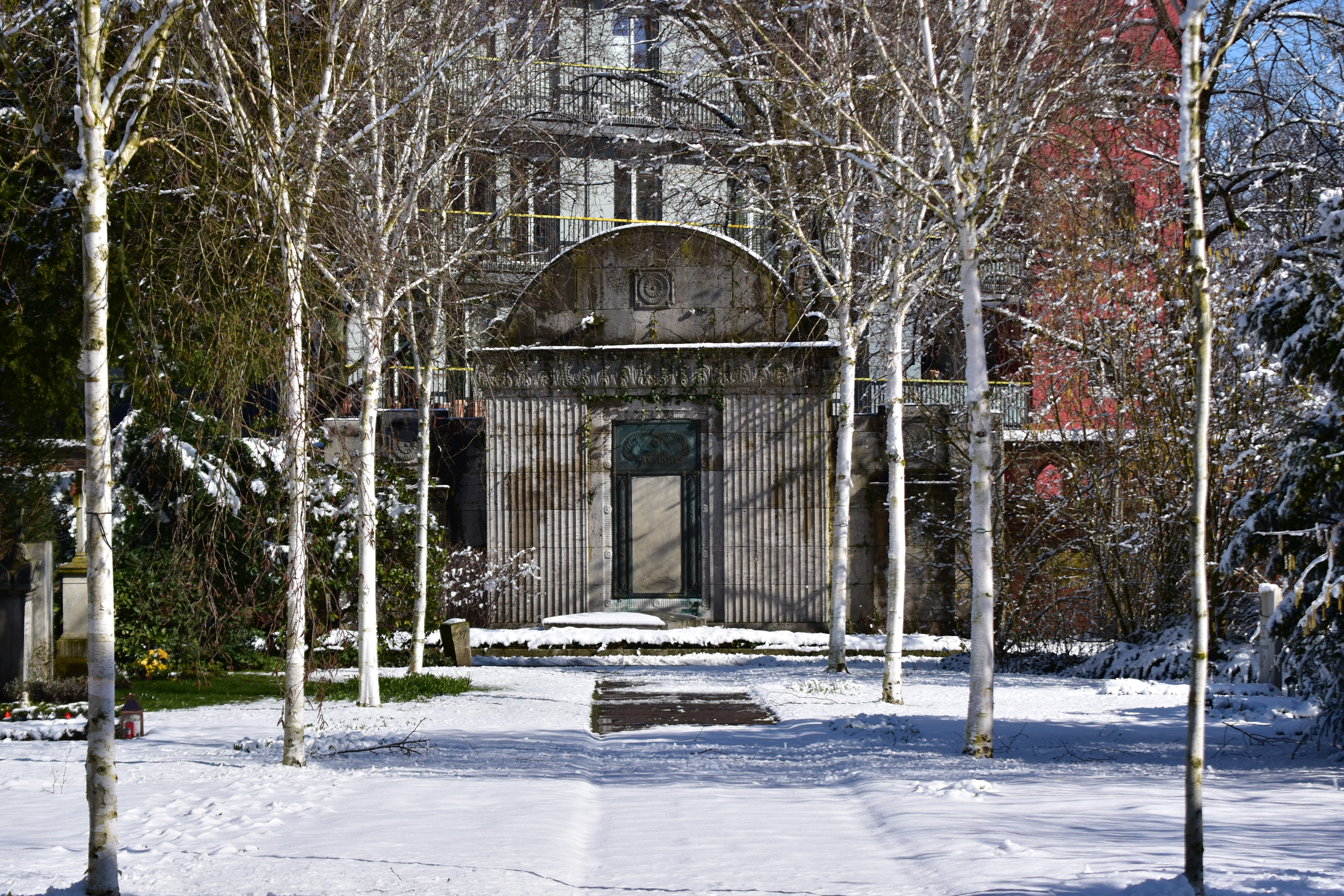
Mausoleum der Familie Max Küster;
Architekt: Wilhelm Mackensen; Stadtfriedhof Engesohde

Nach seinem Tod 1941 wurde Max Küster auf dem Stadtfriedhof Engesohde beigesetzt in einem Mausoleum, das der Architekt Wilhelm Mackensen entworfen hatte.

### Wiederaufbau
In den Wiederaufbaujahren begann die „Max Küster & Co. - Bauunternehmung“ in der Meterstraße in der Südstadt von Hannover, wechselte dann aber mehrfach den Standort. Im Adressbuch der Stadt Hannover wurde die Firma letztmals 1975 genannt und dann aus dem Handelsregister gelöscht.

## Werk

### Architektur (unvollständig)
Sofern nicht anders erwähnt, gibt die folgende Auswahl vor allem erhaltene Gebäude mit den heutigen Adressen in Hannover an, die jedoch während und nach dem Bau mitunter unter anderen Haus- oder gar Straßennamen zugeordnet waren.
- Ulanen-Kaserne, Schackstraße (im Zweiten Weltkrieg zerstört)[1]
- 1888: Mehrfamilienwohnhaus Heinrichstraße 30[2]
- 1890: Häuser Lister Meile 64 und 66[2]
- 1891: Gruppe von zwei Mietshäusern auf den heutigen Grundstücken Rumannstraße 4 und 6; nicht erhalten.[6]
- 1891[7]: Neubau der Ratsapotheke in Hannover gegenüber der Markthalle[1] nach einem Plan von Stadtbauinspektor Paul Rowald und reichem Bauschmuck durch den Maler Hermann Schaper; Die Skulpturen Hygieia und Hippokrates wurden 1830 von dem Bildhauer Bernhard Wessel geschaffen und zierten ursprünglich den klassizistischen Vorgängerbau von August Heinrich Andreae.[8]
- 1891–1892: Mehrfamilienwohnhaus Flüggestraße 8[2]
- ab 1892[9]: Nordstadtkrankenhaus[1]; für das ehemals Städtische Zentralkrankenhaus lieferte vor allem Paul Rowald die Pläne.[10]
- 1893: Villa für Kollenrodt, Lister Kirchweg 51[2]
- 1893–1894: Mehrfamilienwohnhäuser Körtingstraße 1, 2, 3, 7, 8 und 9[2]; Dabei
  - war das Haus Nummer 3 in den 1920er Jahren das Geschäftshaus der Firma Küster[2],
  - trägt das Haus Nummer 4 die inschriftliche Datierung „1893“[2]
  - und wurde das Haus Nummer 9 zugunsten des Baus des Spielplatzes in der Straße abgerissen.[2]
- 1893: Planung der Oskar-Winter-Straße, um 1895 vom Stadtbauamt Hannover ausgeführt[2]
- 1894: Geschäftshaus der Handwerkskammer Hannover, Kurze Straße 4 (nicht erhalten; Standort auf der heutigen Fahrbahn der verbreiterten Brühlstraße)[2]

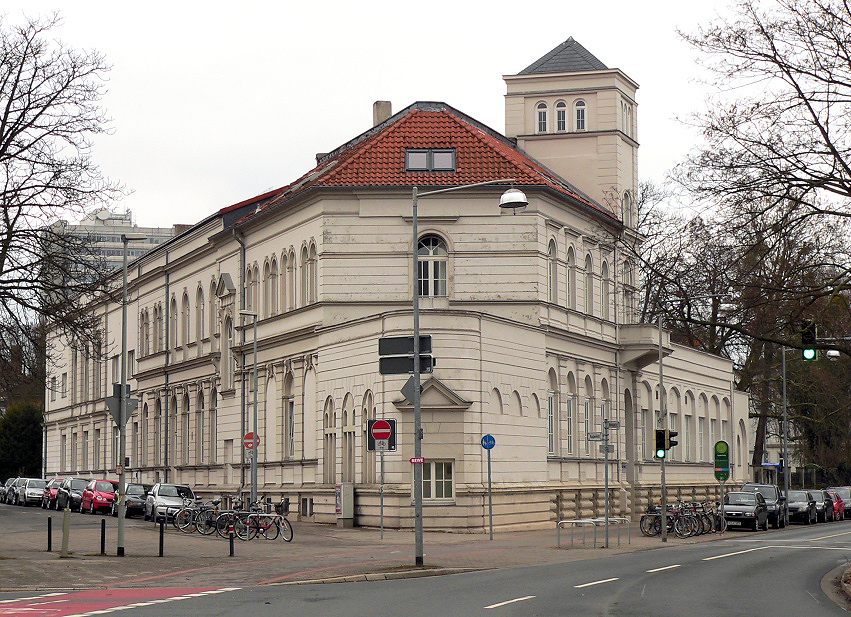
Parkhaus, 1894/1895

- 1894–1895: Restaurant Parkhaus für den Bankier Alexander Moritz Simon[11], Nienburger Straße 17, am Georgengarten[2] (heute umgenutzt von der Universität Hannover)
- 1897: Hotel Mussmann, Ernst-August-Platz 7 (nicht erhalten)[2]

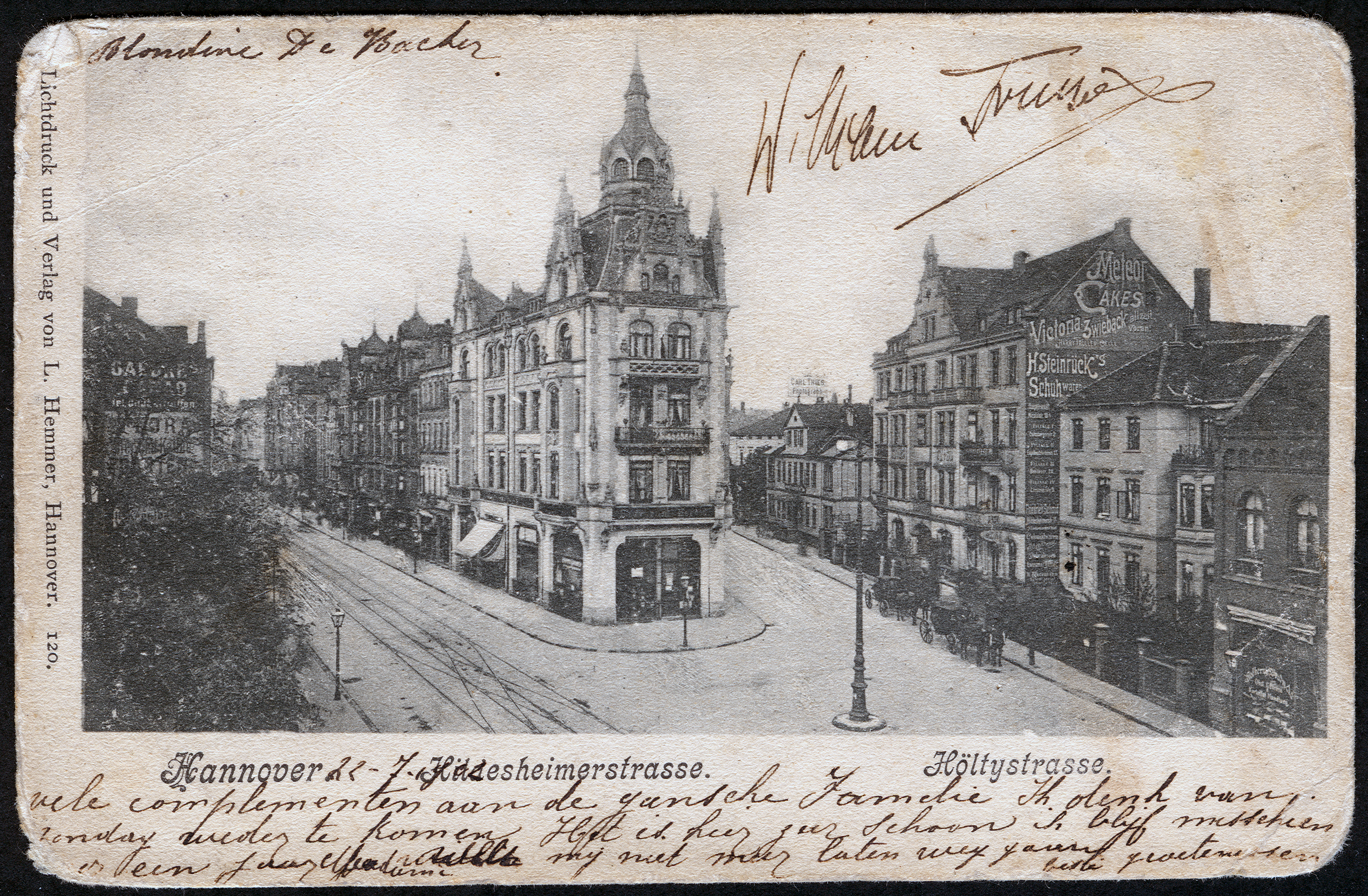
Hildesheimer Straße 233 / Höltystraße

- 1900: Wohn- und Geschäftshaus Hildesheimer Straße 233 / Höltystraße (nicht erhalten, Standort in der heutigen Fahrbahn der verbreiterten Hildesheimer Straße)[2]
- 1900: Gebäude Bödekerstraße 94 und 96[2]
- 1900: Gebäude Hohenzollernstraße 28[2]
- 1901: Gebäude Hohenzollernstraße 29[2]
- 1901: Wettbewerbsentwurf für ein Erholungsheim für deutsche Lokomotivführer in Hannoversch-Münden (prämiert mit dem 1. Preis, nicht ausgeführt)[2]
- 1901–1902: Mehrfamilienhaus Flüggestraße 13[2]
- 1901–1902: Mehrfamilienwohnhaus für L. Beins, Ulanenstraße 5 / Am Taubenfelde (zugunsten der Verbreiterung der Schlosswender Straße im Zuge der autogerechten Stadt abgerissen, 2012 Grünfläche)[2]
- 1901–1902: Gebäude Körnerstraße 15a / Ulanenstraße (zugunsten der Verbreiterung der Schlosswender Straße im Zuge der autogerechten Stadt abgerissen, 2012 Grünfläche)[2]
- um 1901 bis 1913: Bauausführung des Neuen Rathauses in Hannover[1] (nach Plänen von Hermann Eggert bzw. Gustav Halmhuber)[4]
- 1902: zwei Entwürfe für den Anbau einer „Stadthalle“ (Konzerthalle) an das Neue Haus (nicht ausgeführt)[2]
- 1902: Wohn- und Geschäftshaus für Graf von Kielmannsegg, Calenberger Straße 24 (Erdgeschoss teilweise erhalten)[2]
- 1902: Mehrfamilienwohnhaus Bödekerstraße 74 (Dachzine vereinfacht)[2]
- 1902–1903: Erholungsheim für deutsche Lokomotivführer in Hannoversch-Münden, Kattenbühl 35 (nach einem siegreichen Wettbewerbsentwurf in einem zweiten Wettbewerb. 2006 abgerissen)[2][12]
- 1902–1903: Damenpensionat Koch und Arlt in Hannoversch-Münden, Friedrichstraße 12 (villenähnliches Wohnheim)[2]
- 1902–1903: Mehrfamilienwohnhäuser für J. R. von der Linde in Hannover, An der Markuskirche 2 und 4[2]
- 1902–1903: „Hotel Bristol“ in Bad Wildungen, Hufelandstraße[2]
- 1902/1903: Wettbewerbsentwurf für ein Kreishaus in Recklinghausen (nicht ausgeführt)[2]
- 1903: Wohn- und Geschäftshäuser für Graf von Kielmannsegg in Hannover, Calenberger Straße 26 und 28 (heute weitgehend umgebaut)[2]
- 1903–1904: Glörtalsperre bei Dahlerbrück in Westfalen[2]
- 1904: Villa Kantstraße 4 in Hannover[2]
- 1903–1904 (Inschrift jedoch „1902“): Kaiserhaus in Hannover, Thielenplatz (errichtet von dem Bauunternehmer Küster auf eigene Rechnung nach einem Entwurf von Alfred Sasse)[13]
- ab 1904: Durchbruch der Steintorfeldstraße in Hannover („in Zusammenarbeit mit anderen Bauunternehmern und dem Stadtbauamt Hannover“; teilweise erhalten)[2]
- 1904–1905: „Rothersche Realschule“ mit Alumnat in Blankenburg (Harz), Helsunger Straße 34[2]
- 1904–1905: Eisenbahnbrücke und Gleisbau bei Vacha-Hünfeld[2]
- 1905: Mehrfamilienwohnhaus für den Maurermeister Diedrich in Hannover, Am Schatzkampe 26 (heute im Detail teilweise modernisiert)[2]
- um 1905: Gebäude Bödekerstraße 84 in Hannover (zeitweilig mit dem Büro von Max Küster)[2]
- 1904–1910: Braunkohlen-abraumbetrieb in Lauchhammer (Oberlausitz)[2]
- 1905–1906: Jubachtalsperre bei Kierspe (technischer Entwurf von Bauingenieur Otto Intze, Aachen)[2]
- 1906: Villa Kantplatz 1 in Hannover[2]
- um 1906: Villa für G. Rasch in Hannover, Hegelstraße 4 / Fichtestraße[2]
- 1906–1910: Braunkohlenabraumbetrieb in Lobstädt[2]
- 1907: Eisenbahnbrücke in Ricklingen[2]
- 1907: Wohn- und Geschäftshaus in Hannover, Bödekerstraße 25 (Fassade modernisiert)[2]
- 1907: Umbau des „Wiener Cafés“ zum Restaurant „Brauergildehaus“ (Einbau und Innenausstattung) im Wohn- und Geschäftshaus Georgsplatz 8 (früher: Große Aegidienstraße 34 / Georgsplatz) in Hannover (nicht erhalten)[2]
- 1907: Zeilenwohnhaus in Hannover, Fichtestraße 11 und 13[2]
- 1908: Wohnhaus (Eckhaus) in Hannover, Fichtestraße 21[2]
- 1908: Wohnhaus für den Maurermeister Franz Schönekess in Hannover, Göbelstraße 6[2]
- 1908: Wettbewerbsentwurf für ein Sparkassengebäude in Bremerhaven, Bürgermeister-Smidt-Straße (Ausführung ungewiss)[2]
- 1908: Gebäude Baumbachstraße 4 und Lister Straße 38 in Hannover[2]
- 1908: Eisenbeton-Kokskohlenturm auf der Schachtanlage IV der Zeche Lothringen in Gerthe
- 1909: Gebäude Edenstraße 18 und 20 für den Maurermeister Franz Schönekess in Hannover[2]
- um 1910: Gebäude Fichtestraße 39[2]
- 1911: Mehrfamilienwohnhaus-Bebbauung Badenstedter Straße 62–80 (im Haus Nummer 80 war das Büro der Gebr. Körting AG; Gebäude in den Details vereinfacht, verändert und überputzt)[2]
- 1907–1912: Braunkohlenabraumbetrieb auf den Gruben I und II in Theissen[2]
- 1910–1913: Erdarbeiten für die Erweiterung des Kaiser-Wilhelm-Kanals bei Rendsburg[2]
- 1907–1914: Kasernen und Mannschaftsbaracken auf dem Truppenübungsplatz Munster[2]
- 1910–1914: Truppenübungsplatz mit Kasernen in Ohrdruf (Thüringen)[2]
- 1903–1916: Baumaßnahme für einen Steinbruchbetrieb in Solnhofen (Bayern)[2]
- 1917–1918: „Breloh-Gefangenenlager“ in Munster-Lager (in Zusammenarbeit mit Architekt Fritz Munke, Hannover-Wülfel)[2]
- 1917–1918: Siedlung des Eisenbahn-Bau- und Sparvereins in Recklinghausen[2]
- 1919: Behelfsbauten (Wohnbaracken) in Hannover[2]
- 1925–1926: Wagenhalle und Oberbauwerkstatt der Überlandwerke und Straßenbahn AG (Üstra) in Hannover, Friedrich-Lehner-Weg (früher: Ihmestraße) (in Zusammenarbeit mit dem Maschinenbauingenieur Eduard Holstein, Direktor der Üstra; nicht erhalten)[2]
- 1927: Eisenbeton-Brücke im hinteren Bereich des Stöckener Friedhofs[2]
- 1926–1927: Erweiterungsbau der Johanniter-Heilstätte in Sorge (Harz)[2]
- 1930: Mehrfamilienwohnhaus-Bebauung „Grenzburg“ mit Restaurant und Saal in Hannover, Podbielskistraße[2]

### Schriften
- Schaffen und Wirken in 40 Jahren. Vierzig Jahre Max Küster, Hannover (1888–1928). Baugeschäft für Hochbauten jeglicher Art ... Hannover um 1928.

## Sonstige Quellen
- Archiv der Bauhütte zum weißen Blatt, teilweise im Stadtarchiv Hannover, teilweise im Vereinshaus, Hannover, Braunstraße 28[2]
- Stadtarchiv Hannover: Personengeschichtliche Sammlung[2]
- Sabine Rüst: Max Küster – Leben und Wirken..., Mainz 1990 (Facharbeit am Gymnasium)[2]